# Kirkomyces cordensis
Kirkomyces cordensis är en svampart som först beskrevs av B.S. Mehrotra & B.R. Mehrotra, och fick sitt nu gällande namn av Benny 1996. Kirkomyces cordensis ingår i släktet Kirkomyces och familjen Mucoraceae.   Inga underarter finns listade i Catalogue of Life.